# 斯里兰卡自由党
斯里兰卡自由党（羅馬化：Sri Lanka Nidahas Pakshaya），斯里兰卡政党。1951年，由所罗门·班达拉奈克创建。自成立以來一直是斯里蘭卡政治舞台上的兩大主要政黨之一。該黨首次在1956年錫蘭議會選舉中執政，並在隨後多次成為主要執政黨。
該黨通常被認為具有民主社會主義或進步主義的經濟議程，並且經常與僧伽羅人的民族主義政黨聯繫在一起。自由黨奉行不結盟運動的外交政策，但歷史上與社會主義國家保持密切聯繫。